# Stéphane Ortelli
Stéphane Ortelli (Hyères, 30 de março de 1970)  e automobilista naturalizado monegasco vencedor das 24 Horas de Le Mans 1998 